# دانشگاه مسکونی
دانشگاه مسکونی بخشی از دانشگاه است که فعالیت‌های دانشگاهی را در جامعه ای تشکیل شده از دانشجویان و دانشکده‌ها و معمولاً خوابگاه‌هایی با وعده‌های غذایی مشترک قرار می‌دهد. این دانشگاه دارای یک خودمختاری و رابطه فدراسیونی با دانشگاه مادر است. اصطلاح «کالج مسکونی» نیز برای توصیف انواع دیگر الگوها، اعم از خوابگاه دارای برخی برنامه‌های دانشگاهی، تا برنامه‌های آموزشی برای بزرگسالان استفاده می‌شود. در بعضی از نقاط جهان مثلاً دانشگاه مالایا از این عبارت به سادگی برای هرگونه مسکن سازمان یافته در محوطه دانشگاه استفاده می‌شود.